# 国際生物学オリンピック
国際生物学オリンピック（こくさいせいぶつがくオリンピック、英: International Biology Olympiad、IBO）は、毎年行われる高校生を主な対象とした生物学の問題を解く能力を競う国際大会である。

## 概要
試験は、理論と実験からなる。1990年にチェコスロバキア（当時）のオロモウツで第1回大会が開催された。1カ国あたり、最大4人の選手が参加できる。上位10%が金メダル、次の20%が銀メダル、さらに次の30%が銅メダルをもらえる。なお国際生物学オリンピックの規約により、同一選手は2度までしか参加できないが、日本代表は1回のみに制限されている。
日本は第16回大会（北京、2005年）より代表を送っている。日本から参加するには、日本生物学オリンピックを受けて代表に選出される必要がある。
各国チームから代表生徒の製作したビデオが投稿され、国際大会において参加生徒の投票により一位を決め表彰される。日本チームは2012年、2014年に一位を獲得した。
2013年のスイス大会以降、日本の提案で国際大会の会期中に参加教員向けに「教育セッション」が継続して開催され、加盟各国の高校生物教育についての情報交換が行われている。

## 開催地
- 1990年 第1回 チェコスロバキア（現チェコ） - オロモウツ
- 1991年 第2回 ソビエト連邦（現ロシア） - マハチカラ
- 1992年 第3回 チェコスロバキア（現スロバキア） - ポプラト
- 1993年 第4回 オランダ - ユトレヒト
- 1994年 第5回 ブルガリア - ヴァルナ
- 1995年 第6回 タイ - バンコク
- 1996年 第7回 ウクライナ - アルテック
- 1997年 第8回 トルクメニスタン - アシガバート
- 1998年 第9回 ドイツ - キール
- 1999年 第10回 スウェーデン - ウプサラ
- 2000年 第11回 トルコ - アンタルヤ
- 2001年 第12回 ベルギー - ブリュッセル
- 2002年 第13回 ラトビア - リガ
- 2003年 第14回 ベラルーシ - ミンスク
- 2004年 第15回 オーストラリア - ブリスベン
- 2005年 第16回 中華人民共和国 - 北京市
- 2006年 第17回 アルゼンチン - リオクアルト
- 2007年 第18回 カナダ - サスカトゥーン
- 2008年 第19回 インド - ムンバイ
- 2009年 第20回 日本 - 茨城県つくば市
- 2010年 第21回 大韓民国 - 昌原市
- 2011年 第22回 台湾 - 台北市
- 2012年 第23回 シンガポール
- 2013年 第24回 スイス - ベルン
- 2014年 第25回 インドネシア-バリ
- 2015年 第26回 デンマーク - オーフス
- 2016年 第27回 ベトナム - ハノイ
- 2017年 第28回 イギリス -コヴェントリー
- 2018年 第29回 イラン - テヘラン
- 2019年 第30回 ハンガリー - セゲド
- 2020年 第31回 日本 - 長崎県佐世保市
- 2021年 第32回 ポルトガル - リスボン
- 2022年 第33回 アルメニア - エレバン
- 2023年 第34回 アラブ首長国連邦 - アル・アイン

### 今後の予定地
- 2024年 第35回 カザフスタン - アスタナ
- 2025年 第36回 フィリピン - ケソン市
- 2026年 第37回 リトアニア - ヴィリニュス
- 2027年 第38回 ポーランド
- 2028年 第39回 オランダ
- 2029年 第40回 チェコ

2007年のカナダ大会では、49の国・地域から192人、2008年のインド大会では、55の国・地域から220人、2009年の筑波大会では56の国・地域から221人、2010年の韓国大会では58の国・地域から233人、2011年の台湾大会では58の国・地域から229人,2012年のシンガポール大会では59の国・地域から239人、2013年のスイス大会では62の国・地域から240人、2014年のインドネシア大会では61カ国・地域から239名が参加した。

## 日本

### 国内選考試験
満20歳以下で大学に入学する前の誰でも参加できる日本生物学オリンピックにより、日本代表が選考される。予選はマークシート式の理論問題で、範囲は、細胞生物学、植物解剖学と生理学、
生態学、 動物解剖学と生理学、行動学、遺伝学および進化学、生物系統学などで、これは国際大会に準じたものである。約80名で本選（実験問題を大学の実験室で4日間にわたり挑戦）が行われる。本選までの成績優秀者に金、銀、銅賞が授与される。高校2年以下の約15名が代表選抜試験に進み、国際大会レベルの、日本の高校レベルを超える問題を解き、国際大会の代表4名が選抜される。ただし、日本代表となれるのは過去に国際大会に参加したことがないのが条件となっている。

### 日本の成績
- 2005年　銅2
- 2006年　銅3
- 2007年　銀1 銅3
- 2008年　銀3 銅1
- 2009年　金1 銀3
- 2010年　金1 銀3
- 2011年　金3 銀1
- 2012年　銀4
- 2013年　金1 銀3
- 2014年　金1 銀3
- 2015年　金1 銀2 銅1
- 2016年　金1 銀3
- 2017年　銀4
- 2018年　銀2 銅2
- 2019年　銀2 銅2
- 2020年　金1 銀3
- 2021年　銀1 銅3
- 2022年　金1 銀1 銅1　敢闘1
- 2023年　金2 銀2

### 日本人金メダリスト
- 大月亮太（千葉県立船橋高等学校）2009年
- 栗原沙織（北海道札幌西高等学校）2010年
- 大塚祐太（千葉県立船橋高等学校）2011年
- 久米秀明（筑波大学附属駒場高等学校）2011年
- 松田洋樹（筑波大学附属駒場高等学校） 2011年
- 新宅和憲（広島学院高等学校）2013年
- 那須田 桂（静岡県立浜松北高等学校）2014年
- 末岡陽太朗（筑波大学附属駒場高等学校） 2015年
- 外山太郎（宮崎県立宮崎西高等学校）2016年
- 末松万宙（栄光学園高等学校）2020年
- 三田村大凱（灘高等学校）2022年
- 井上紗綺（久留米大学附設高等学校）2023年